# Koivuhaka
Koivuhaka  est un quartier du district de Tikkurila de Vantaa en Finlande,.

## Description
Koivuhaka est bordée par le Kehä III et la rivière Keravanjoki au sud, la Tuusulanväylä à l'ouest et Läntinen Valkoisenlähteentie au nord.
Dans la partie nord de Koivuhaka, dans la vallée fluviale de Kylmäoja, se trouve l'arboretum de Koivuhaka, qui comptait déjà en 2005 environ 170 espèces ligneuses. 
L'Arboretum fait partie du grand parc central de Tikkurila, 
Sur le bord nord-ouest de Koivuhaka le long de Kylmäoja, il y a des sentiers de randonnée  reliés au parc sportif de Tikkurila.
Dans la partie ouest de Koivuhaka, il y a des entreprises, notamment des magasins de voitures et des grossistes. 
En raison des activités commerciales, le quartier offre de nombreux emplois dont plus de 40 % dans le secteur du commerce.
En raison de la proximité de l'aéroport d'Helsinki-Vantaa, les zones d'activité de l'ouest sont également commercialisées sous la marque Aviapolis.
Au milieu de la zone de maisons individuelles, le long de Meiramitie, se trouvent le centre d'activités finlandais des Témoins de Jéhovah ainsi que des appartements de la congrégation.
La jardinerie Viherpaja sur Meriamitie, a un jardin japonais qui est une attraction populaire.

## Galerie

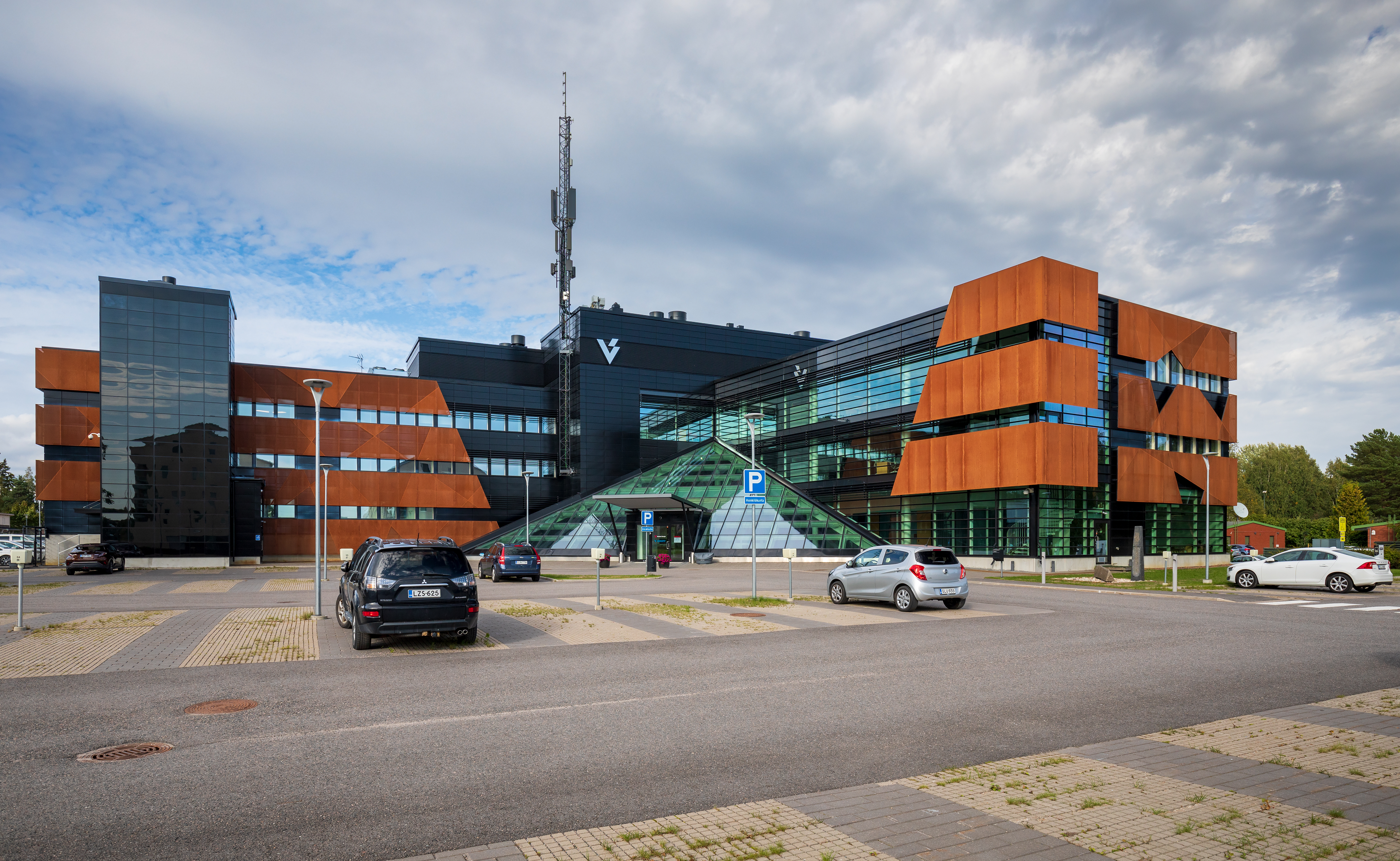
Siège de  Vantaan Energia.
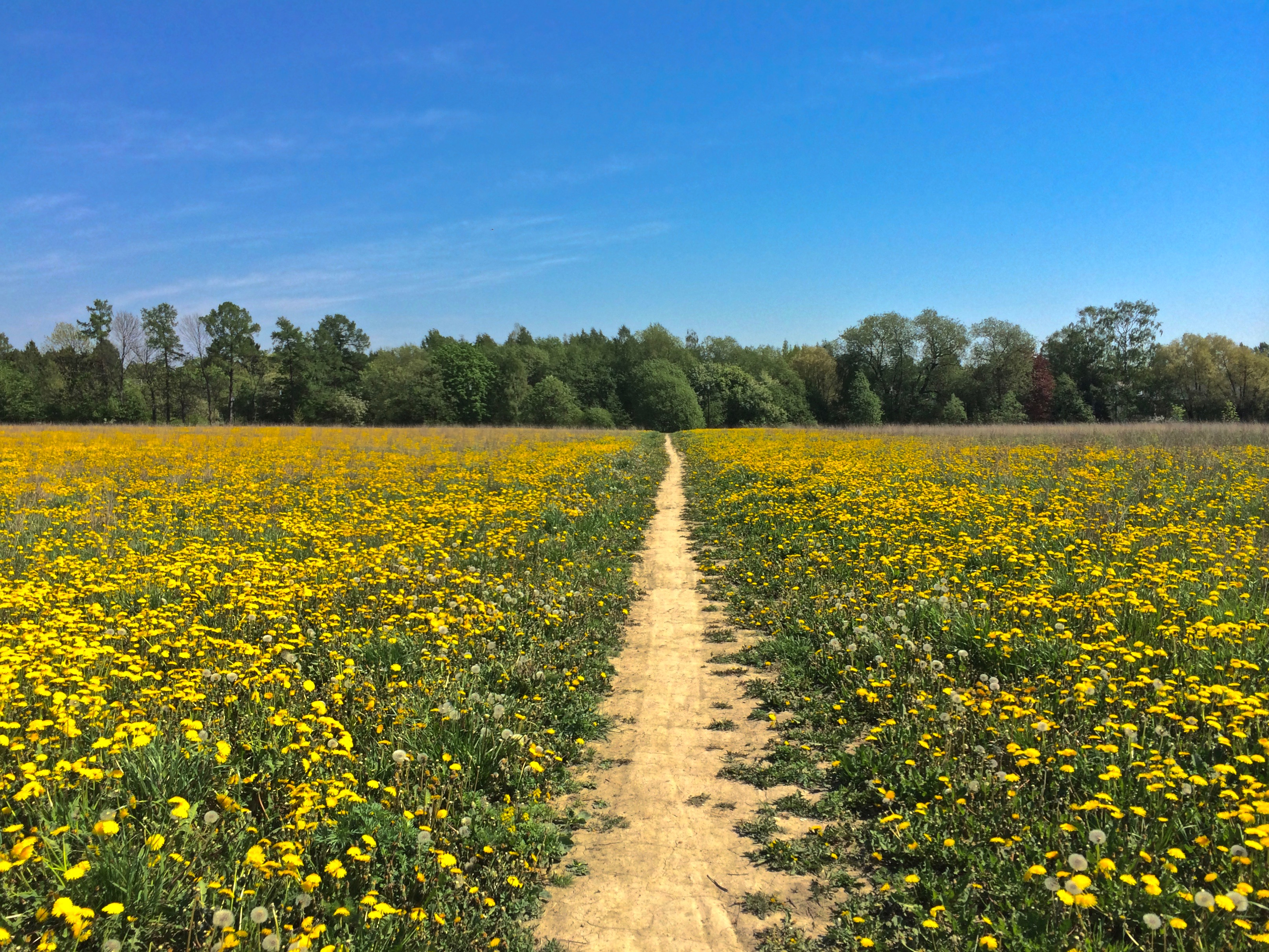
Parc central de Tikkurila.
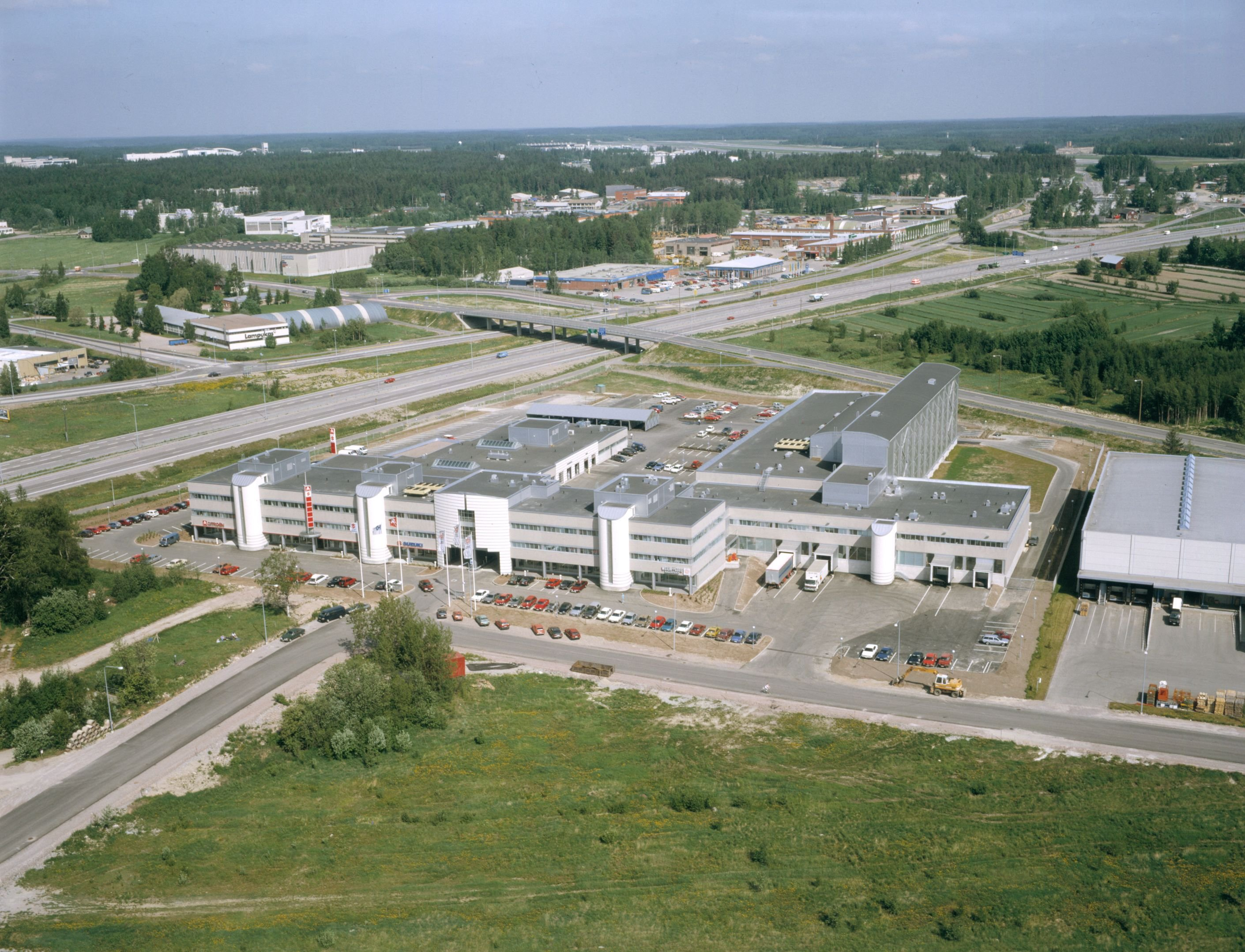
Concessionnaire automobile Auto-Bon Oy.
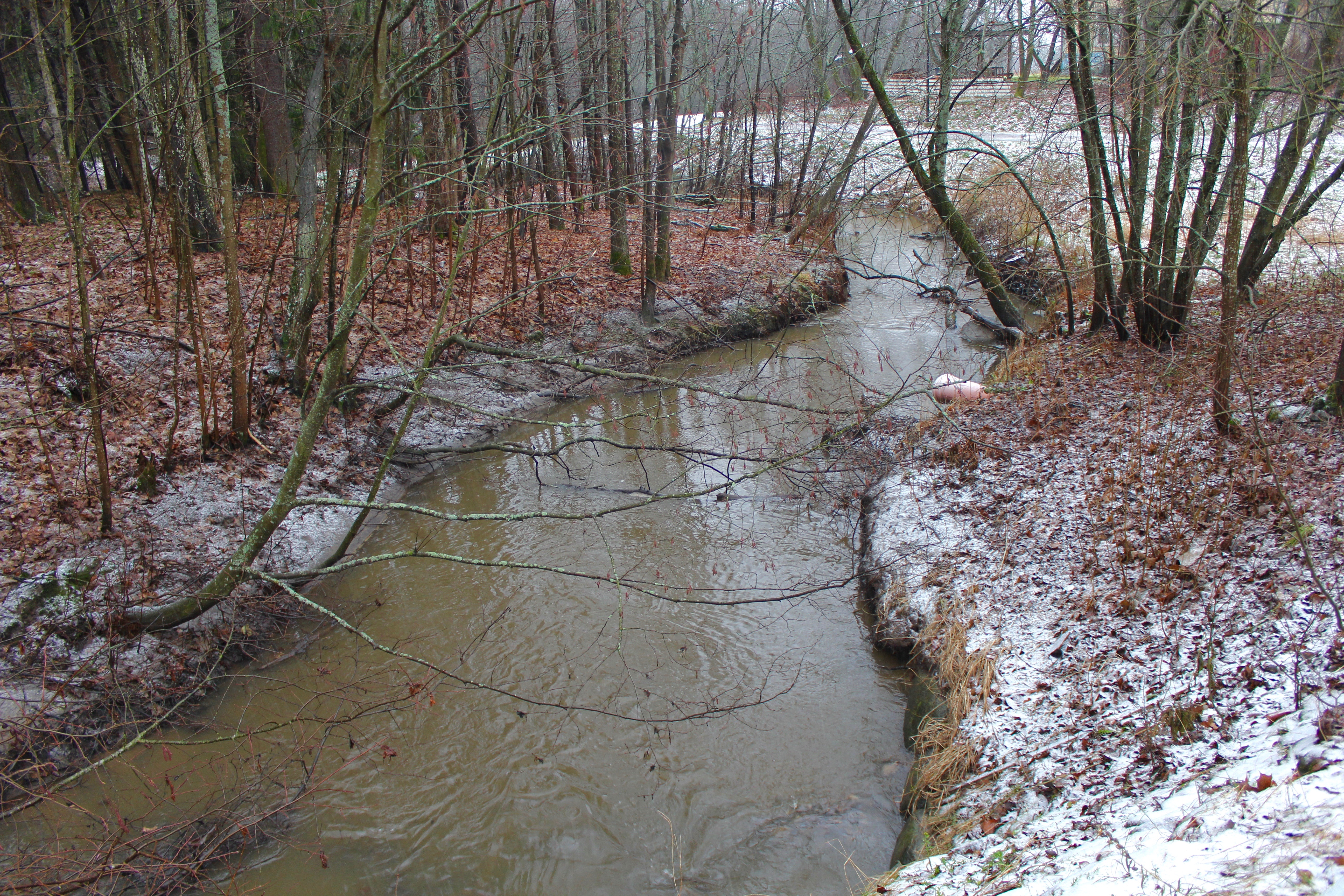
Rivière Kylmäoja.